# Olympische Sommerspiele 2012/Rudern – Zweier ohne Steuerfrau
Der Ruderwettbewerb im Zweier ohne Steuerfrau der Frauen bei den  Olympischen Spielen 2012 in London wurde vom 28. Juli bis zum 1. August 2012 auf dem Dorney Lake ausgetragen. 20 Athletinnen in 10 Booten traten an. 
Die Ruderregatta, die über 2000 Meter ausgetragen wurde, begann mit zwei Vorläufen. Die beiden ersten Boote qualifizierten sich direkt für das Finale A, die anderen mussten in den Hoffnungslauf. Hier qualifizierten sich die ersten zwei Boote für das Finale A, die übrigen kamen in das Finale B, in dem die Plätze 7 bis 10 ermittelt wurden.
Die jeweils qualifizierten Boote sind hellgrün unterlegt.

## Titelträger
| Olympiasieger | Rumänien Besatzung: Georgeta Damian, Viorica Susanu | Peking 2008 |
| Weltmeister   | Neuseeland Besatzung: Juliette Haigh, Rebecca Scown | Bled 2011   |

## Vorläufe
28. Juli 2012

### Vorlauf 1
| Platz | Boot               | Besatzung                        | Zeit (min) |
| ----- | ------------------ | -------------------------------- | ---------- |
| 1     | Großbritannien     | Helen Glover, Heather Stanning   | 6:57,29    |
| 2     | Vereinigte Staaten | Sara Hendershot, Sarah Zelenka   | 6:59,29    |
| 3     | Rumänien           | Georgeta Damian, Viorica Susanu  | 7:05,39    |
| 4     | Deutschland        | Kerstin Hartmann, Marlene Sinnig | 7:10,28    |
| 5     | Argentinien        | Maria Laura Abalo, Gabriela Best | 7:12,17    |

### Vorlauf 2
| Platz | Boot       | Besatzung                      | Zeit (min) |
| ----- | ---------- | ------------------------------ | ---------- |
| 1     | Australien | Kate Hornsey, Sarah Tait       | 7:01,60    |
| 2     | Neuseeland | Juliette Haigh, Rebecca Scown  | 7:06,93    |
| 3     | China      | Zhang Yage, Gao Yulan          | 7:13,38    |
| 4     | Südafrika  | Naydene Smith, Lee-Ann Persse  | 7:14,31    |
| 5     | Italien    | Claudia Wurzel, Sara Bertolasi | 7:21,44    |

## Hoffnungslauf
30. Juli 2012
| Platz | Boot        | Besatzung                        | Zeit (min) |
| ----- | ----------- | -------------------------------- | ---------- |
| 1     | Rumänien    | Georgeta Damian, Viorica Susanu  | 7:08,42    |
| 2     | Deutschland | Kerstin Hartmann, Marlene Sinnig | 7:10,42    |
| 3     | China       | Zhang Yage, Gao Yulan            | 7:15,18    |
| 4     | Italien     | Claudia Wurzel, Sara Bertolasi   | 7:18,14    |
| 5     | Südafrika   | Naydene Smith, Lee-Ann Persse    | 7:18,96    |
| 6     | Argentinien | Maria Laura Abalo, Gabriela Best | 7:20,94    |

## Finale

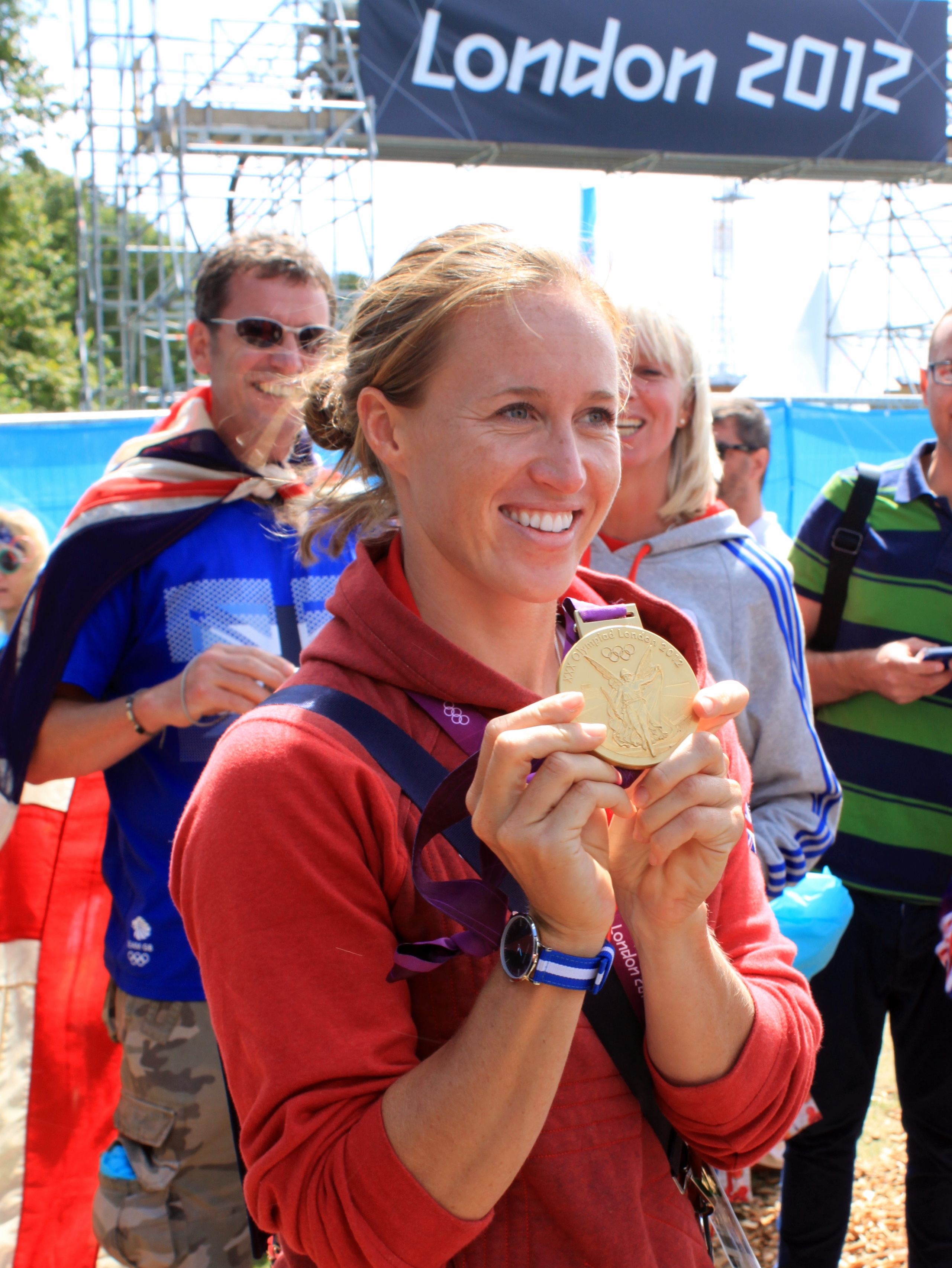
Die Olympiasiegerinnen Helen Glover …

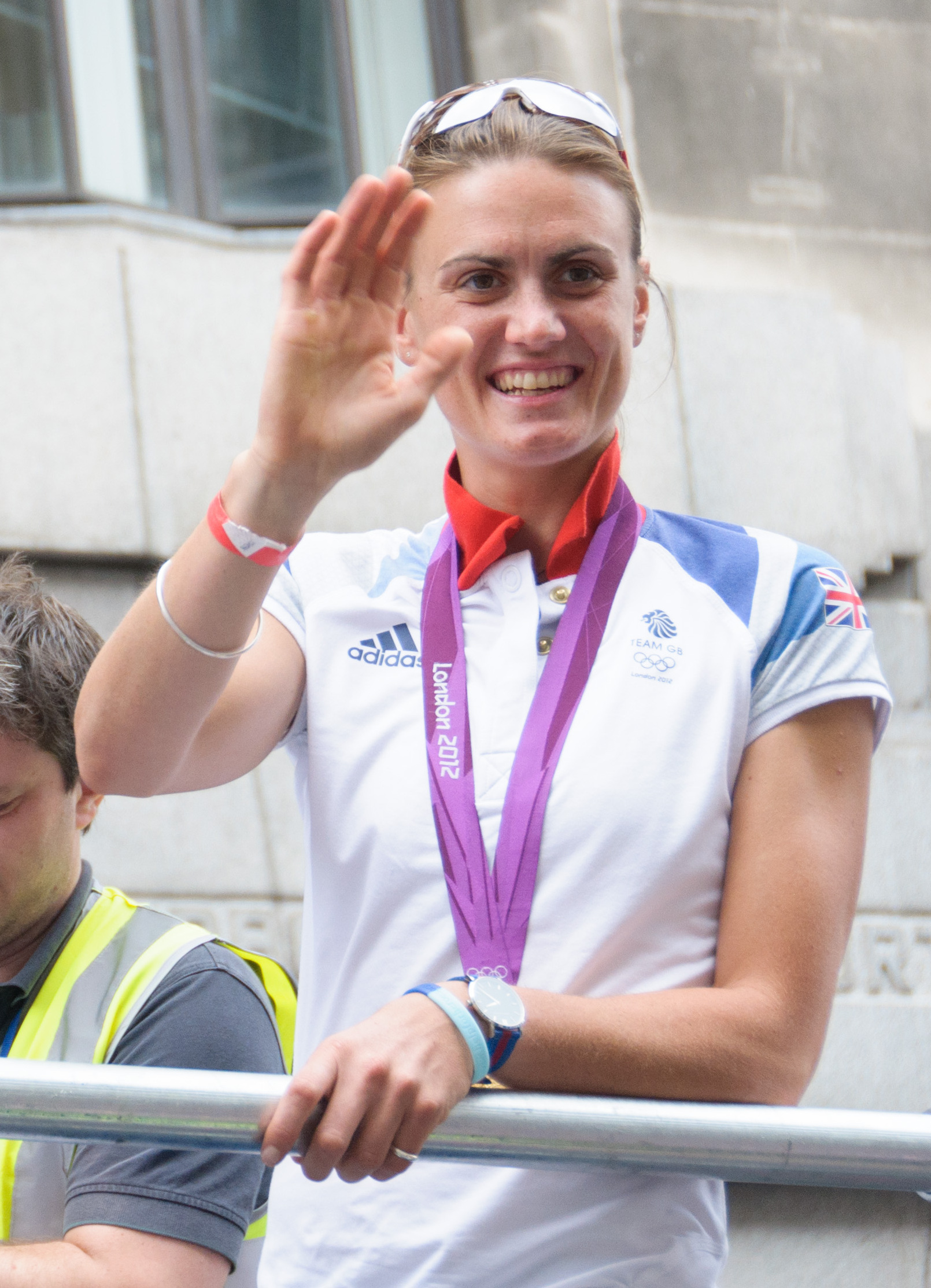
… und Heather Stanning (GBR)

### Finale B
1. August 2012, 11:10 Uhr MESZ

Anmerkung: zur Ermittlung der Plätze 7 bis 10
| Platz | Boot        | Besatzung                        | Zeit (min) |
| ----- | ----------- | -------------------------------- | ---------- |
| 7     | China       | Zhang Yage, Gao Yulan            | 7:55,18    |
| 8     | Südafrika   | Naydene Smith, Lee-Ann Persse    | 7:56,40    |
| 9     | Argentinien | Maria Laura Abalo, Gabriela Best | 8:03,53    |
| 10    | Italien     | Claudia Wurzel, Sara Bertolasi   | 8:06,14    |

### Finale A
1. August 2012, 12:50 Uhr MESZ

Anmerkung: zur Ermittlung der Plätze 1 bis 6
| Platz | Boot               | Besatzung                        | Zeit (min) |
| ----- | ------------------ | -------------------------------- | ---------- |
| 1     | Großbritannien     | Helen Glover, Heather Stanning   | 7:27,13    |
| 2     | Australien         | Kate Hornsey, Sarah Tait         | 7:29,86    |
| 3     | Neuseeland         | Juliette Haigh, Rebecca Scown    | 7:30,19    |
| 4     | Vereinigte Staaten | Sara Hendershot, Sarah Zelenka   | 7:30,39    |
| 5     | Rumänien           | Georgeta Damian, Viorica Susanu  | 7:37,67    |
| 6     | Deutschland        | Kerstin Hartmann, Marlene Sinnig | 7:42,06    |

Das Finale ergab den ersten Olympiasieg eines britischen Bootes im Zweier ohne Steuerfrau. Helen Glover, Heather Stanning gewannen mit diesem Sieg die erste Goldmedaille für die Gastgebernation Großbritannien. Zugleich war es die erste britische Goldmedaille im Frauenrudern.